# Jóiči Okamoto

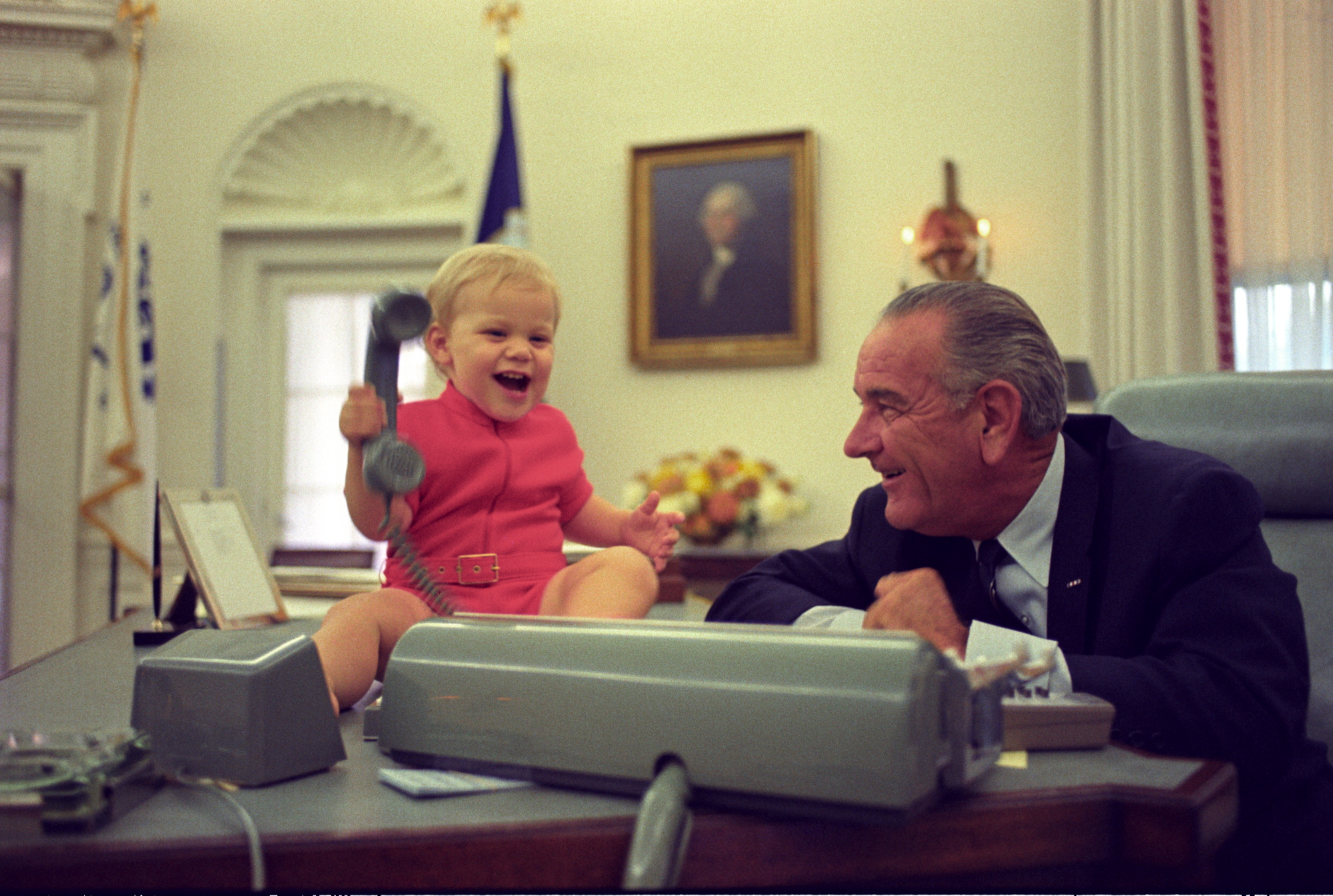
Prezident Lyndon B. Johnson pozoruje svého vnuka při hraní s telefonem, 20. srpna 1968

Jóiči Robert Okamoto (anglicky: Yoichi Robert Okamoto, japonsky: ヨウイチ・ロバート・オカモト [Jóiči Robáto Okamoto], 5. července 1915 – 24. dubna 1985) byl druhý hlavní oficiální fotograf Bílého domu a prezidenta Lyndona B. Johnsona v období 1963 – 1969. Byl známý pod přezdívkou „Oke“ a dostal nebývalý přístup do Oválné pracovny. Zachytil obrazy prezidenta Spojených států přirozeněji, než bylo do té doby přijatelné.

## Mládí
Okamoto byl rodákem z Yonkers ve státu New York. Jeho otec, Čóbun Jónezó Okamoto, byl bohatý vývozce, vydavatel knih a obchodník s nemovitostmi, který přišel z Japonska do Spojených států v roce 1904. Jeho matka se jmenovala Shina. Okamoto strávil v Japonsku pouze tři roky ještě jako dítě. Navštěvoval střední školu Roosevelt High School a Colgate univerzitu a sloužil v americkém armádním signálním sboru. Během druhé světové války byl oficiálním fotografem generála Marka Clarka. Po válce nastoupil do vládní informační agentury United States Information Agency.
V roce 1955 Edward Steichen vybral jeho fotografii pro světovou putovní výstavu Muzea moderního umění Lidská rodina, kterou vidělo devět milionů návštěvníků.

## Kariéra
V roce 1961 byl Okamoto pozván, aby doprovázel viceprezidenta Lyndona B. Johnsona na cestě do Berlína jako jeho oficiální fotograf. Viceprezidentovi se Okamotovy fotografie z cesty líbily a požádal, zda by Okamotu nemohl oslovit jako fotografa v budoucnu. Když se Johnson stal prezidentem, požádal Okamota, aby se stal oficiálním fotografem Bílého domu. Nabídku Okamoto přijal pod podmínkou, že bude mít k prezidentovi neomezený přístup.
Díky možnosti být přítomný u téměř každé politické události, bylo v době Johnsonova prezidentství dostupných více fotografií, než z předchozích funkčních období. Během Johnsonova prezidentování pořídil Okamoto odhadem 675 000 fotografií. Kniha ve stylu coffee table book z roku 1990 LBJ: The White House Years Harryho Middletona se skládá především z Okamotových fotografií.
Poté co skončil jako oficiální fotograf Bílého domu, otevřel si ve Washingtonu soukromý fotografický obchod s názvem Image Inc. Pracoval po boku své manželky Pauly Okamoto.
Během období od roku 1972 až do roku 1977 se podílel na projektu DOCUMERICA, což byl program sponzorovaný americkou Agenturou pro ochranu životního prostředí (EPA), jehož úkolem bylo pořídit „fotografický dokument subjektů z hlediska životního prostředí“ na území Spojených států.
Byl ženatý s manželkou Paulou a spolu měli dceru Karin a syna Philipa. Okamoto spáchal sebevraždu 24. dubna 1985, ve věku 69 let.
Stovky jeho snímků spadají do kategorie public domain a jsou k dispozici na úložišti obrázků Wikimedia Commons.

## Galerie

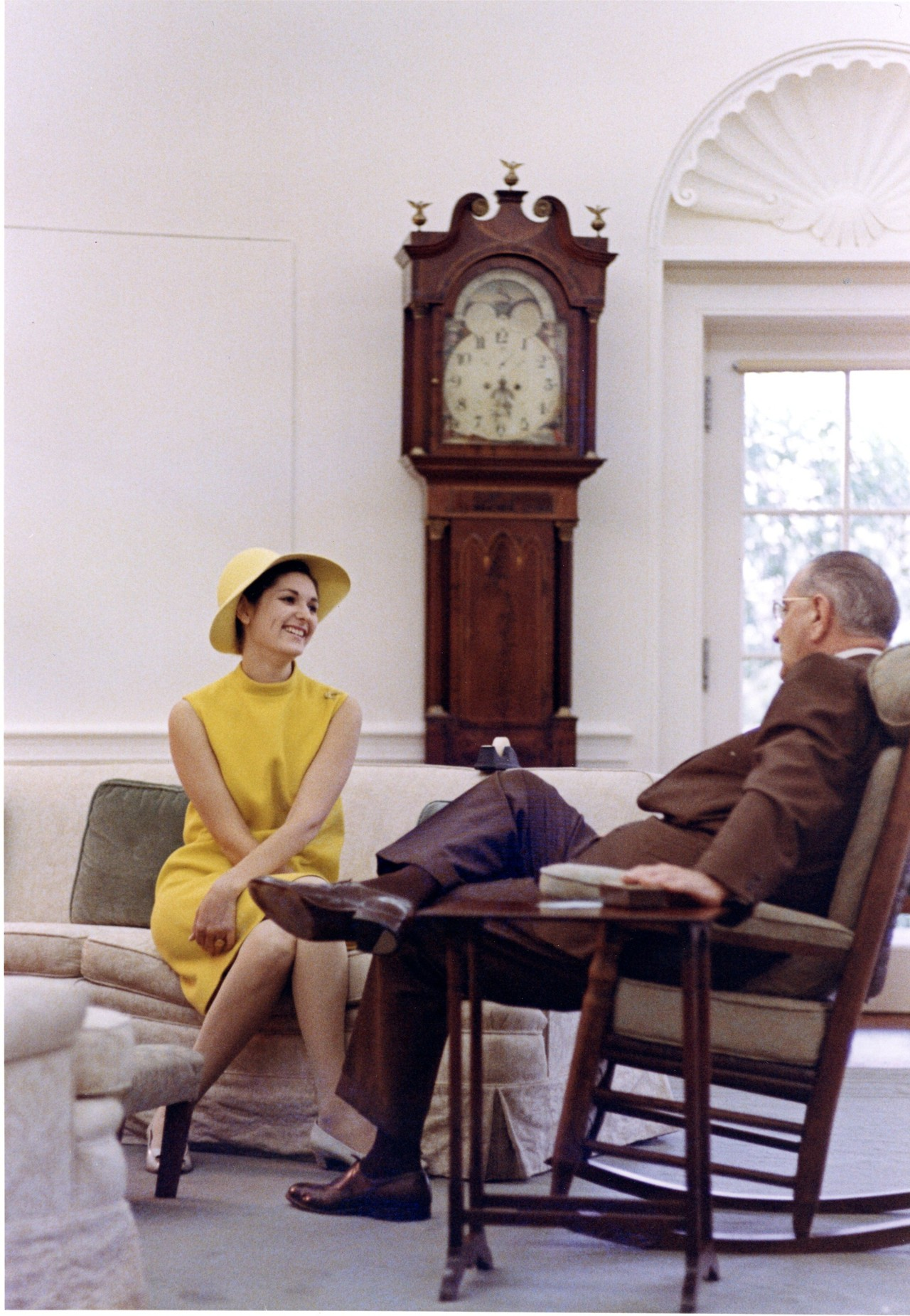
Prezident Lyndon B. Johnson v Oválné pracovně se svou dcerou Lyndou Bird Johnsonovou, 1967
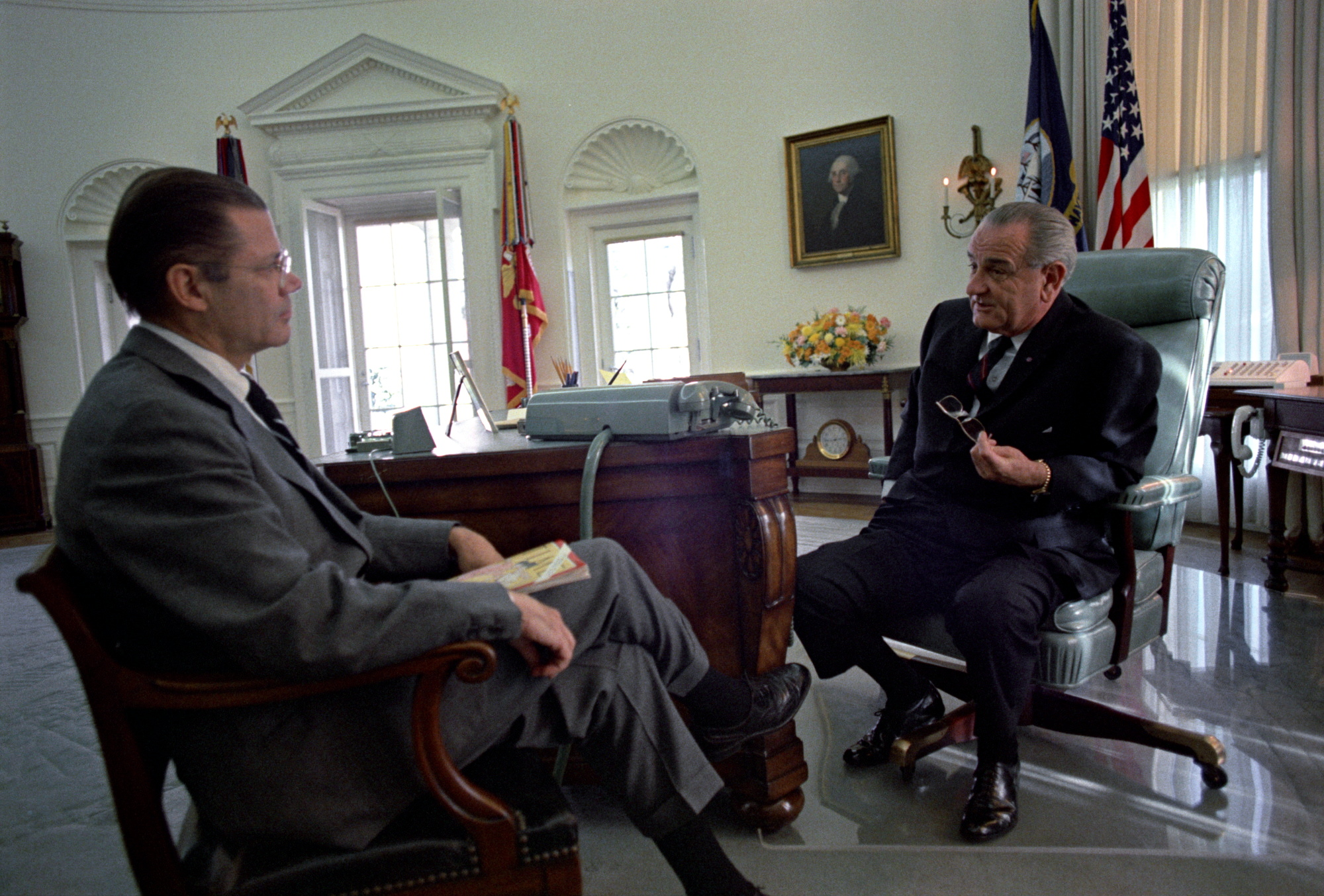
Prezident Lyndon B. Johnson (vpravo) hovoří s Robertem McNamarou, 1967
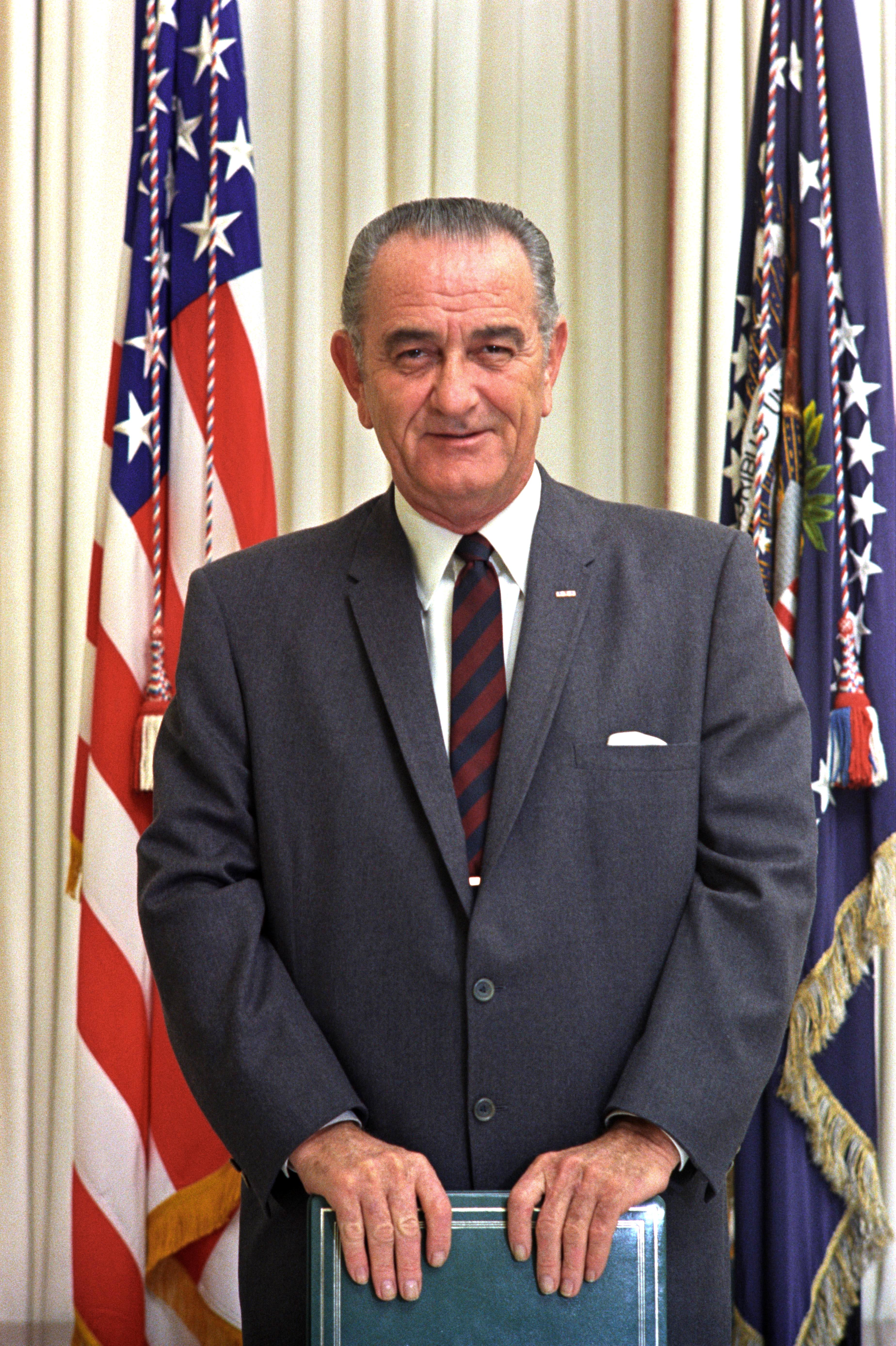
Portrét prezidenta Lyndona B. Johnsona, leden 1969
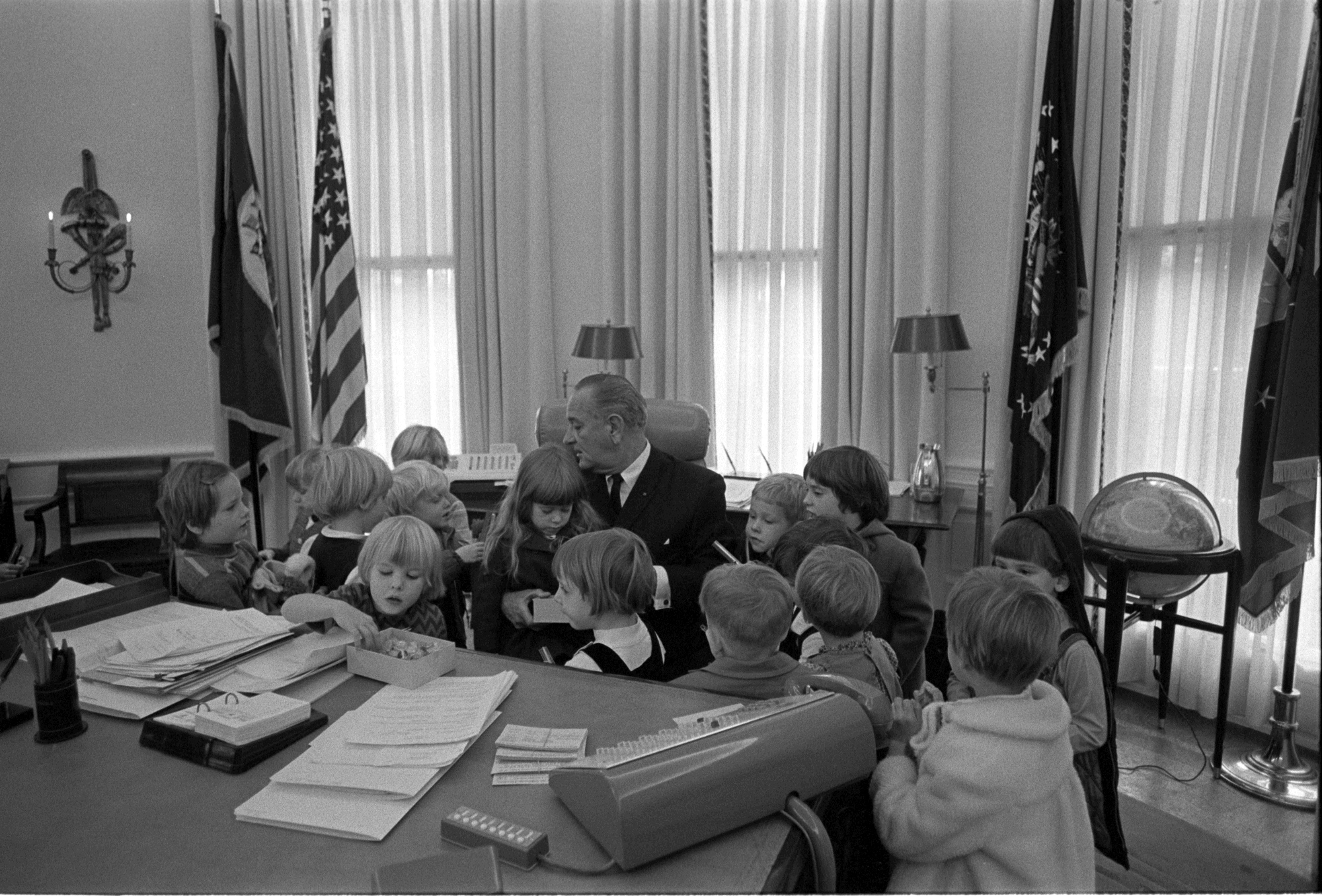
Prezidenta Lyndona B. Johnsona navštívily školní děti, listopad 1967
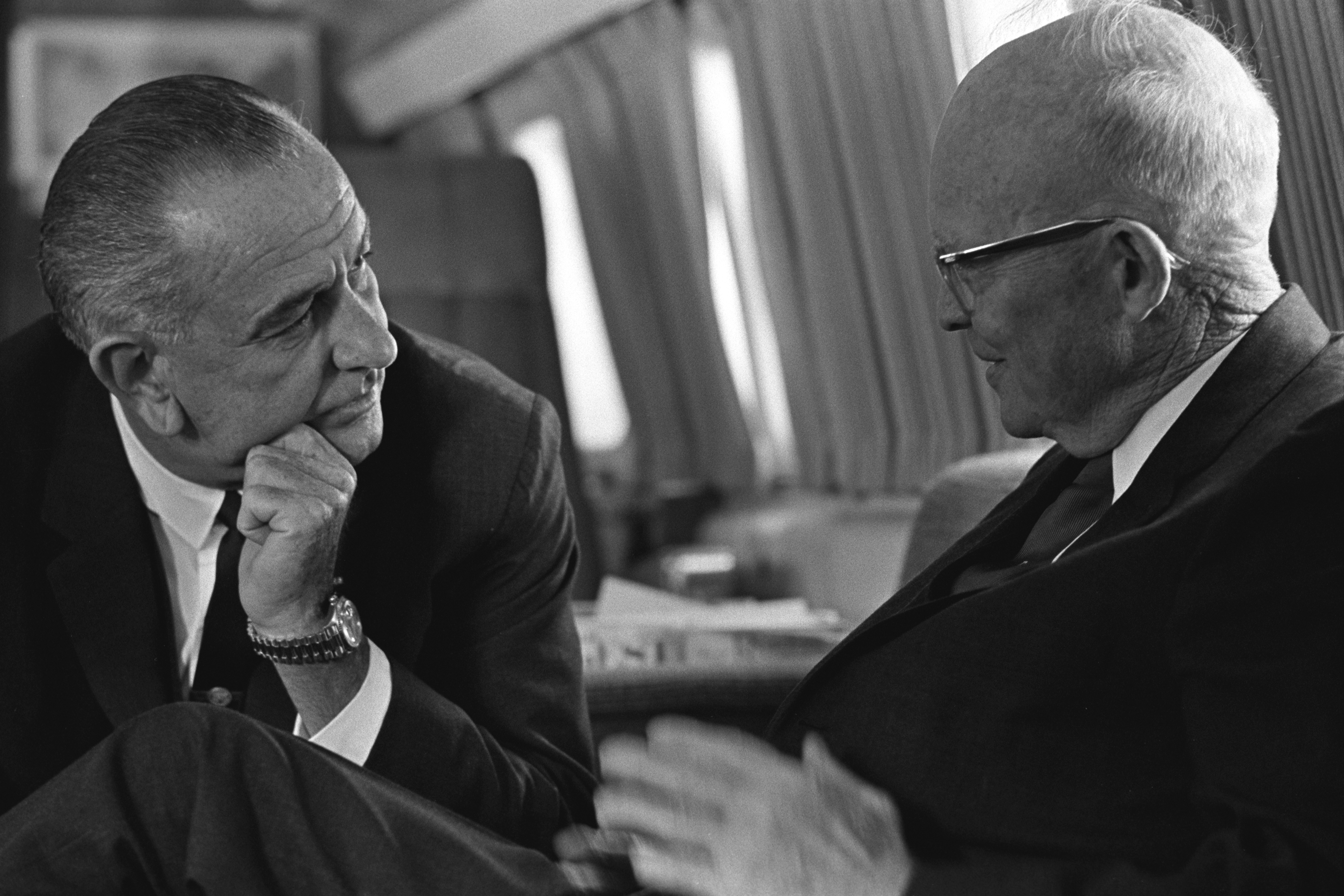
Prezident Lyndon B. Johnson při setkání s předchozím prezidentem Dwightem D. Eisenhowerem na palubě Air Force One, Andrews Air Force Base, Maryland, 5. října 1965
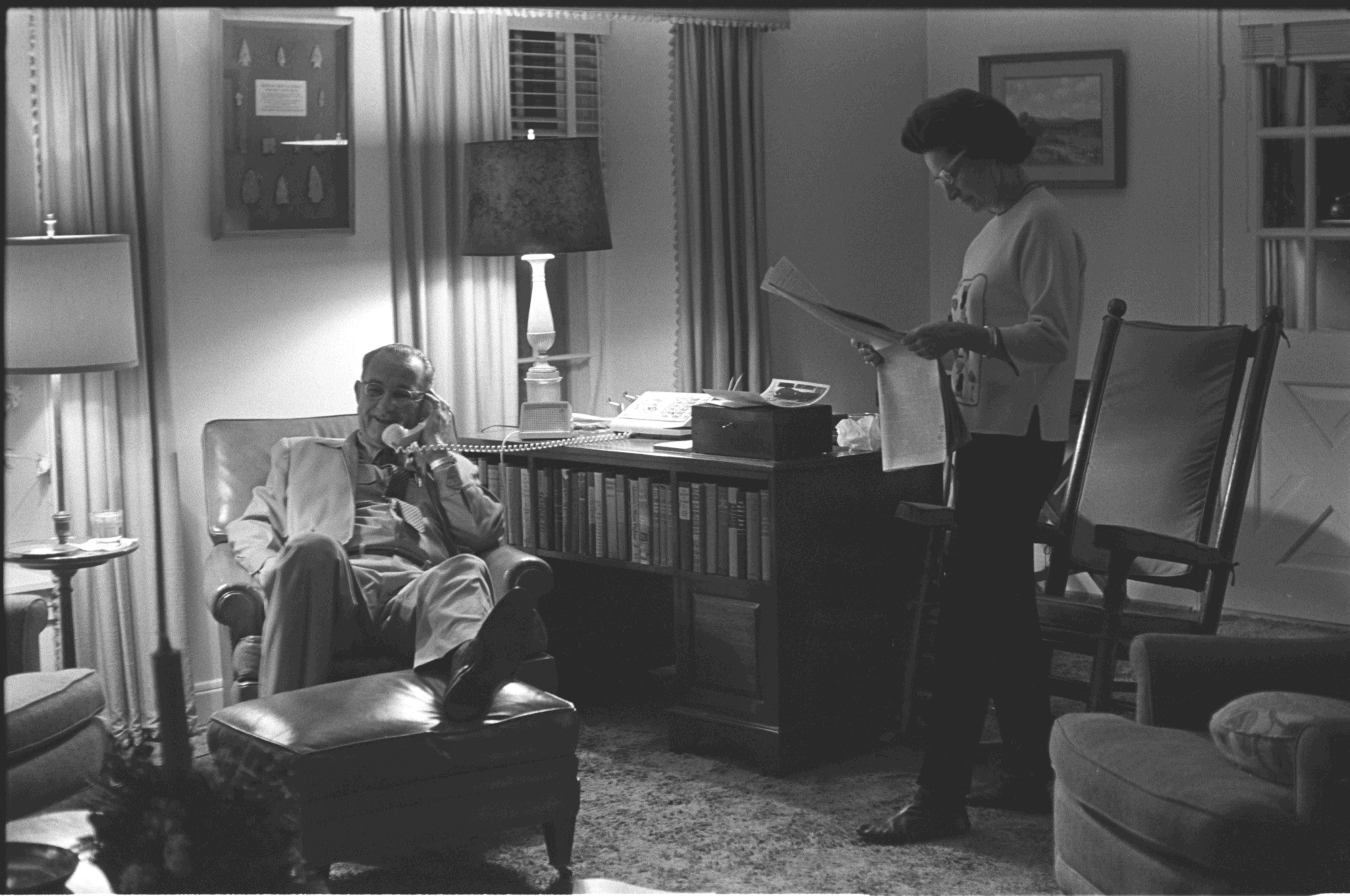
Prezident Lyndon B. Johnson a první dáma Bird Johnson na jejich ranči v obývacím pokoji během Vánoc roku 1963. 25. prosince 1963.
Fort Campbell, Kentucky: Prezident Lyndon B. Johnson pozoruje vrtulníky za letu, 23. července 1966.
Prezident Lyndon B. Johnson navštívil oddělení s raněnými vojáky, nemocnice Bethesda Naval Hospital, říjen 1965
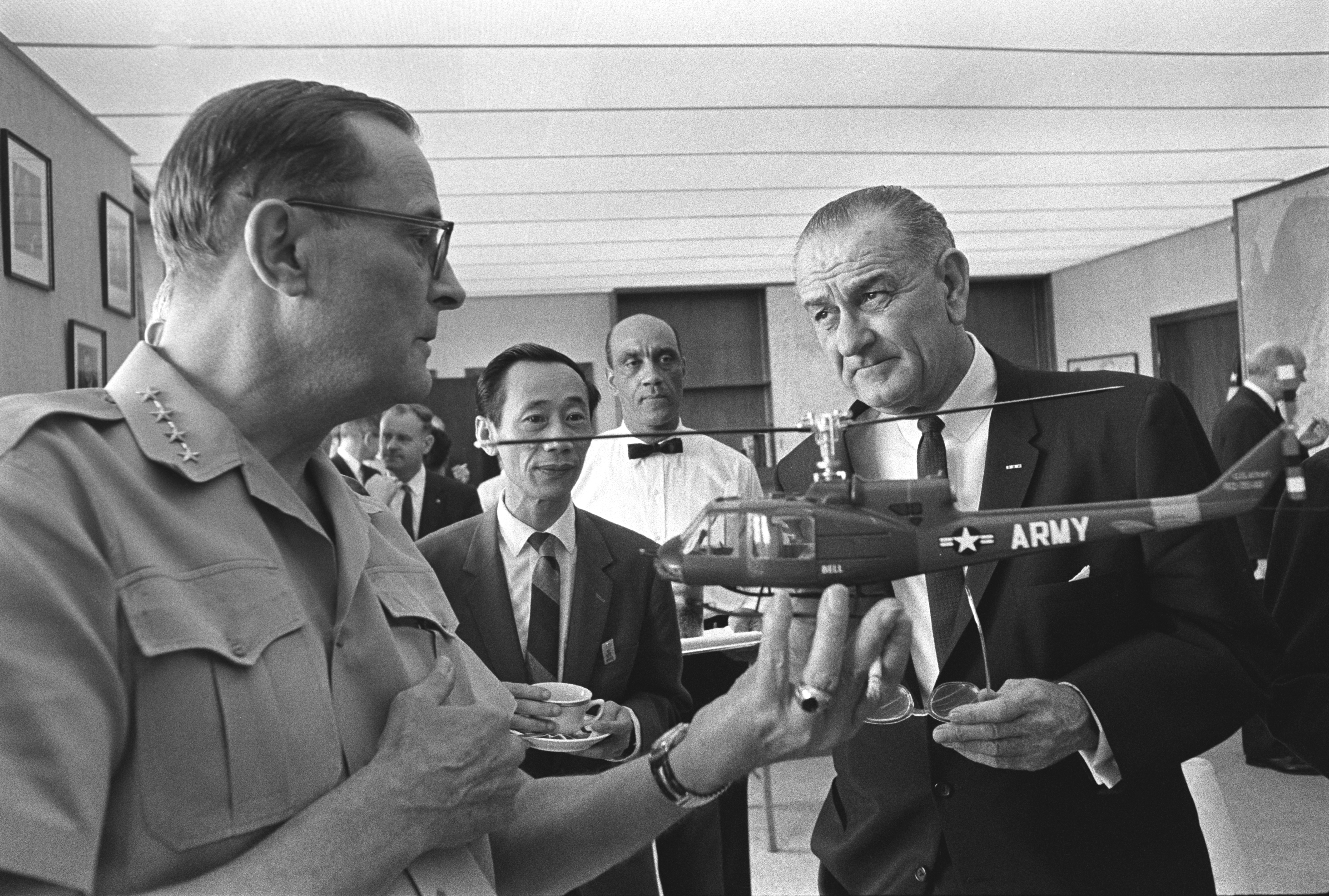
Generál Earle Wheeler drží model helikoptéry U.S. Army v provedení ambulance. Vu Van Thai a prezident Lyndon B. Johnson jej pozorují, 8. února 1966.